# Michael Berolzheimer
Michael Berolzheimer (geboren 22. Januar 1866 in Fürth; gestorben 5. Juni 1942 in Mount Vernon, New York) war ein deutscher Rechtsanwalt, Unternehmer und Kunstsammler.

## Leben
Michael Berolzheimer war ein Sohn des Fürther Bleistiftfabrikanten Heinrich Berolzheimer, dessen Unternehmen auch in den USA florierten. Er studierte Rechtswissenschaften, wurde promoviert und ließ sich als Rechtsanwalt nieder. Zu seinen Klienten gehörten die Alte Pinakothek in München und die Deutsche Orient-Gesellschaft. Im Jahr 1902 heiratete er Melitta Schweisheimer geborene Dispecker (* 1867) und zog 1904 mit ihr und ihren zwei Kindern nach Untergrainau bei Garmisch-Partenkirchen.
Berolzheimer war als Mitinhaber des Familienunternehmens sehr wohlhabend. Er war kunstinteressiert und bildete sich zu einem herausragenden Experten für Grafik weiter. 1895 ersteigerte er bei Hugo Helbing die Sammlung von Boguslaw Jolles. Er wurde Mitglied des 1905 gegründeten Münchner Museumsvereins und wurde zu dessen Schatzmeister gewählt. Als Mitglied der Ankaufkommission der Alten Pinakothek und der Staatlichen Graphischen Sammlung gestaltete er die Entwicklung von deren Sammlungsbeständen mit. Er organisierte mäzenatische Spenden für die Erwerbungen dieser Museen und richtete selbst eine Stiftung zugunsten der Bayerischen Staatsgemäldesammlungen ein.
Berolzheimer sammelte Druckgrafik und besaß schließlich ca. 600 Blätter sowie an die 800 Handzeichnungen von Niederländern, italienischen Barockmalern und aus der deutschen Romantik, darunter eine Ölskizze des Armen Poeten von Carl Spitzweg.
Nach der Machtübergabe an die Nationalsozialisten 1933 zögerte Berolzheimer lange, sich der deutschen Judenverfolgung zu entziehen. Als er 1938 über die Schweiz in die USA floh, musste er die Sammlung der Handzeichnungen zurücklassen, da diese von Ernst Wengenmayr, einem Mitarbeiter des auf die Arisierung spezialisierten Münchner Kunsthändlers Adolf Weinmüller, zum nationalen Kulturgut erklärt worden war. Berolzheimers Stiefsohn Robert Schweisheimer wurde von Weinmüller zum Abschluss eines Vertrags gezwungen, und die Gemälde und Skulpturen konnten von Weinmüller noch 1938 versteigert werden, die Versteigerung der Grafik erfolgte darauf im März 1939. Von den Erlösen aus den Versteigerungen erhielt Berolzheimer nichts. Der Familie Berolzheimer wurde im Gegenteil nach der Reichspogromnacht im November 1938 eine Judenvermögensabgabe von 80.000 Reichsmark auferlegt. Auch sein Grundbesitz in Grainau wurde arisiert.

## Restitution

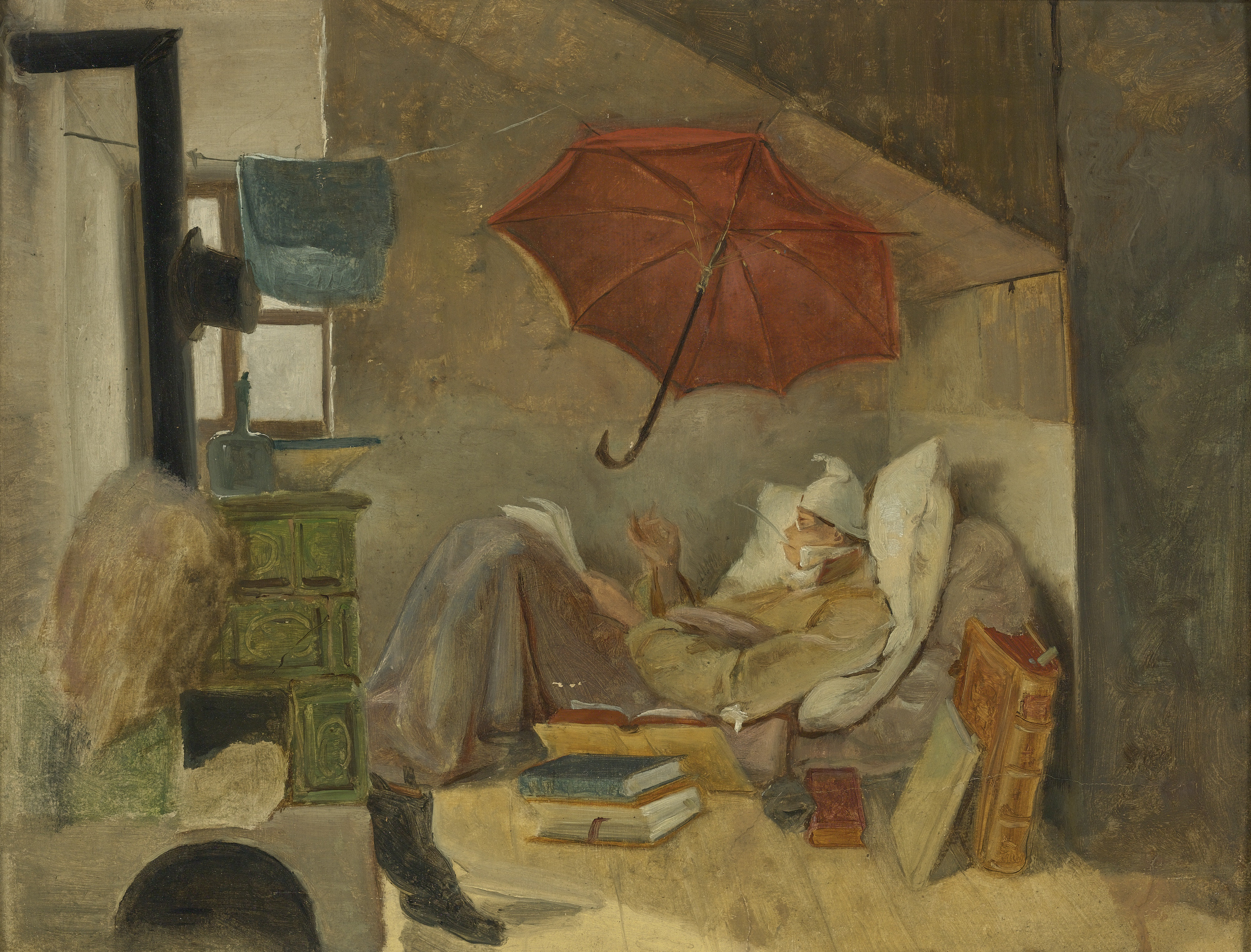
Der arme Poet (Skizze)

Nach Kriegsende bemühten sich Berolzheimers Erben um die Rückgabe der geraubten Kunstgegenstände, die 1950 mit der Übergabe von einem Dutzend Grafiken, darunter Blätter von Bonaventura Genelli, aus der Städtischen Galerie im Lenbachhaus begann, es folgten Rückgaben aus dem Germanischen Nationalmuseum Nürnberg und dem Kurpfälzischen Museum Heidelberg, die Initiativen versandeten aber mit der Totalverweigerung der Wiener Albertina.
Die Familie gab im Laufe der 1950er Jahre die weiteren Nachforschungen auf, da sie aussichtslos erschienen. Erst seit der Washingtoner Erklärung über Raubkunst 1998 kam wieder Bewegung in die Nachforschungen der Museen über die Provenienz ihrer Bestände. Nachdem schließlich 2009 die Rechtsnachfolge unter den Erben geklärt war, gab die Albertina im Jahr 2010 29 Zeichnungen zurück, die sie 1939 ersteigert hatte. Das Kupferstichkabinett Berlin gab 28 Zeichnungen zurück, beide Konvolute wurden 2011 und 2012 in einem Katalog dokumentiert und im Auftrag der Erben versteigert. 2014 konnte die Staatliche Graphische Sammlung München eine erst 2003 erworbene Zeichnung des italienischen Künstlers Andrea Boscoli (1560–1607) an die Erben nach Michael Berolzheimer restituieren, die sie wiederum der Vereinigung der Freunde der Staatlichen Graphischen Sammlung München e. V. zur Verfügung stellten, in der Michael Berolzheimer bis zu seiner Vertreibung ein wichtiger Förderer gewesen war.

## Schriften
- Oscar und Cäcilie Graf, Maler-Radierer. Katalog ihres radierten, lithographierten und monotypierten Werkes. Helbing, München 1903.